# Osiris angustipes
Osiris angustipes är en biart som beskrevs av Heinrich Friese 1930. Osiris angustipes ingår i släktet Osiris och familjen långtungebin. Inga underarter finns listade i Catalogue of Life.